# Ангелите на Чарли: Газ до дупка
„Ангелите на Чарли: Газ до дупка“ (на английски: Charlie's Angels: Full Throttle) е американски игрален филм (екшън-комедия) от 2003 г. на режисьора McG, по сценарий на Джон Огъст, Кормак Уибърли и Мариан Уибърли. Оператор е Ръсел Карпентър. Музиката е композирана от Едуард Шиърмър. Филмът излиза на екран от 27 юни 2003 г.

## Дублажи
През 2009 г. Нова телевизия излъчи филма с български дублаж за телевизията. Дублажът е на Арс Диджитал Студио, чийто име не се споменава. Екипът се състои от:
| Преводач            | Николай Борисов                                                                |
| Режисьор на дублажа | Ралица Ботева                                                                  |
| Тонрежисьор         | Борис Драганов                                                                 |
| Озвучаващи артисти  | Таня Димитрова Силвия Русинова Елена Русалиева Борис Чернев Светозар Кокаланов |

На 29 юли 2017 г. започва повторно по Нова телевизия с дублажа на Диема Вижън.
| Преводач            | Бисер Пачев                                                                                 |
| Режисьор на дублажа | Димитър Кръстев                                                                             |
| Тонрежисьор         | Цветомир Цветков                                                                            |
| Озвучаващи артисти  | Таня Димитрова Йорданка Илова Петя Абаджиева Силви Стоицов Ивайло Велчев Светозар Кокаланов |